# The March of the Women

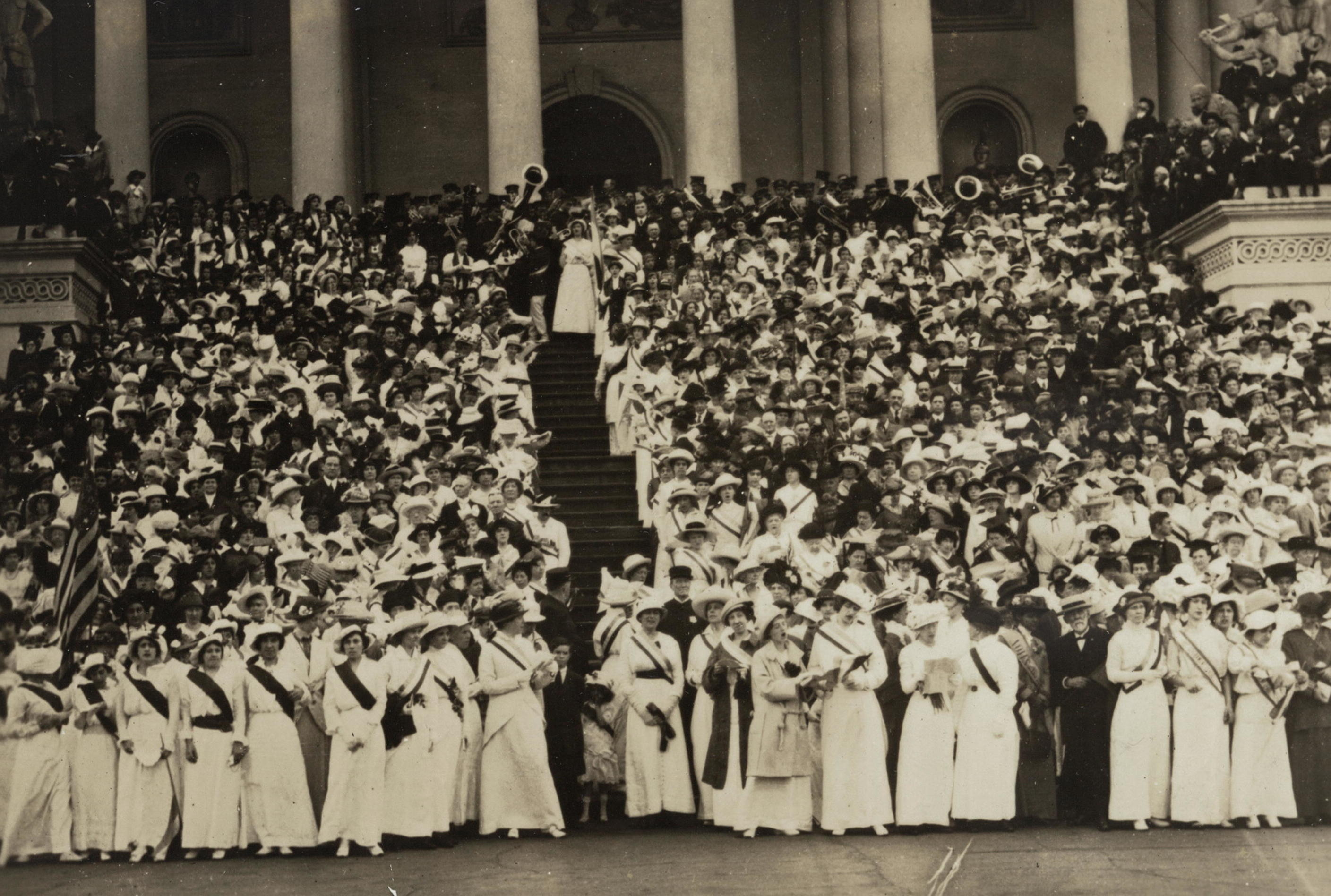
Aufführung vor dem Kapitol in Washington (1914)

The March of the Women ist der Titel des Liedes, das die Hymne der englischen Frauenbewegung war. Die Musik stammt von der englischen Komponistin Ethel Smyth. Das Lied wurde 1910 komponiert und erstmals am 21. Januar 1911 anlässlich einer Zeremonie an der Pall Mall in London aufgeführt sowie ein weiteres Mal anlässlich einer Veranstaltung zum Frauenwahlrecht am 23. März 1911 in der Royal Albert Hall. Danach fand es rasche Verbreitung in ganz England: „It is at once a hymn and a call to battle“ (O-Ton eines Journalisten im Magazin Votes for Women).

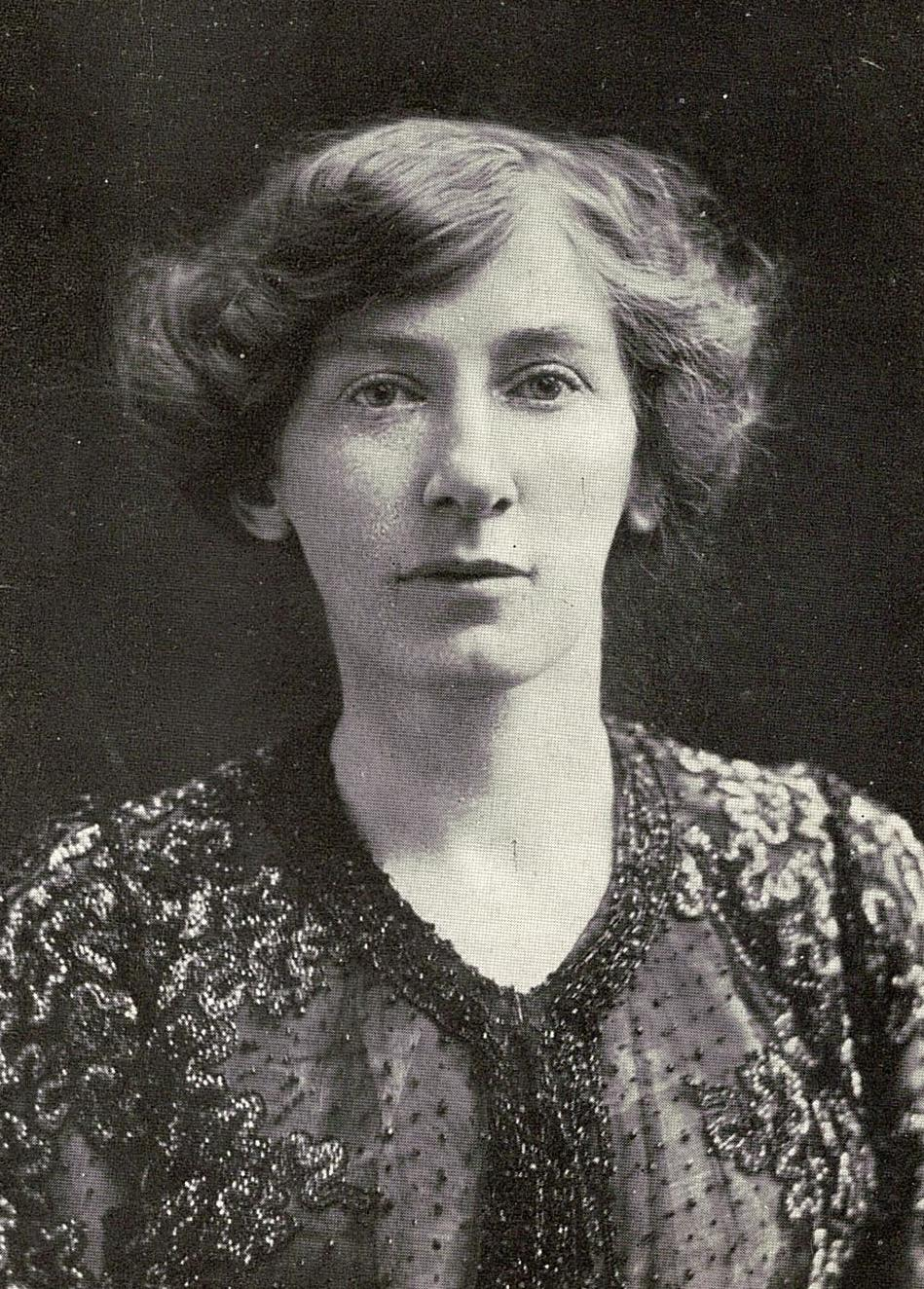
Cicely Hamilton (um 1907)

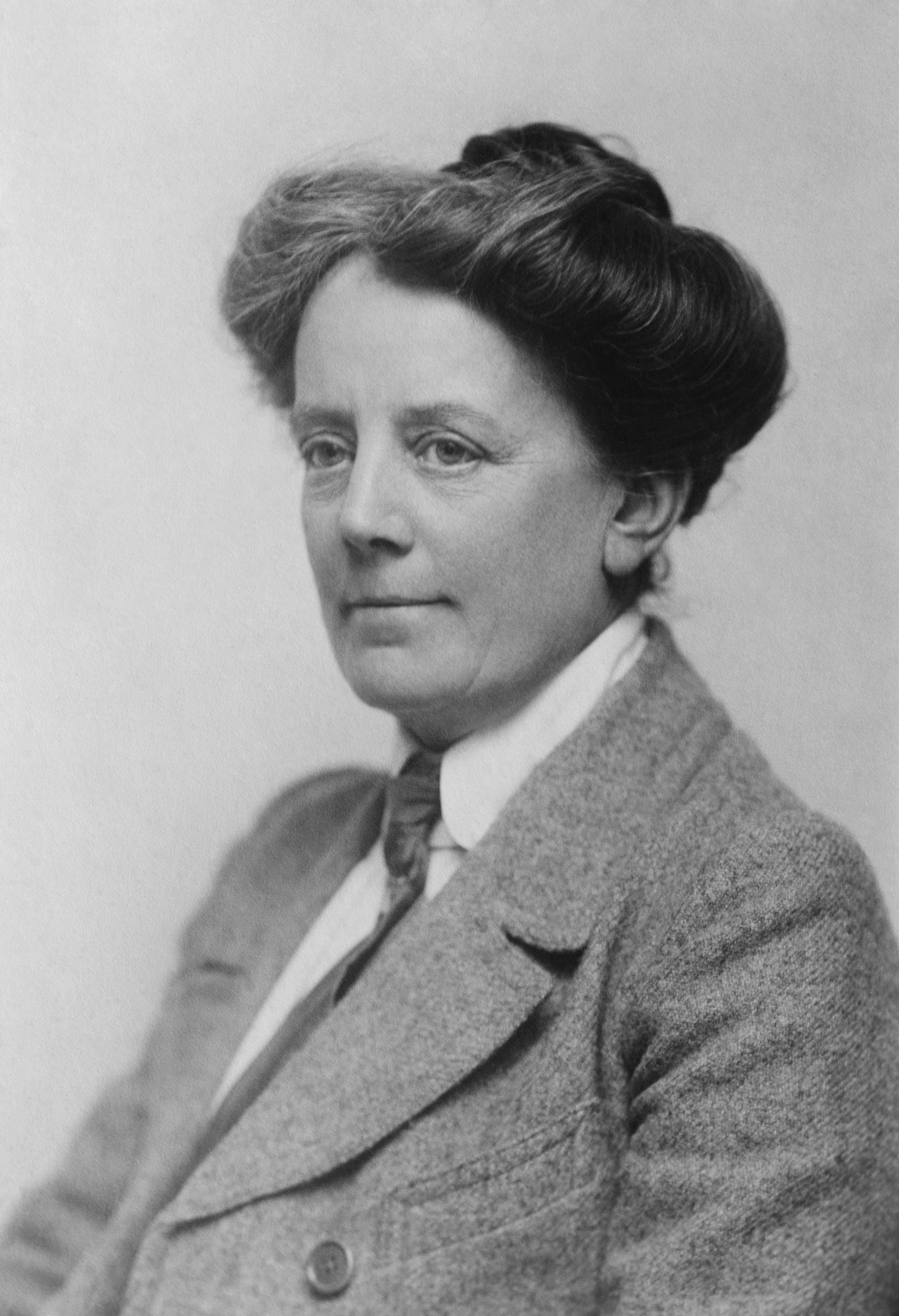
Ethel Smyth (1922)

Die wahrscheinlich berühmteste Aufführung dieses Liedes fand statt, nachdem zahlreiche britische Frauenrechtlerinnen 1912 im Londoner Gefängnis Holloway inhaftiert worden waren. Der britische Dirigent Thomas Beecham, der die Komponistin Smyth im Gefängnis besuchte, berichtete über diese Aufführung:

“I arrived in the main courtyard of the prison to find the noble company of martyrs marching round it and singing lustily their war-chant while the composer, beaming approbation from an overlooking upper window, beat time in almost Bacchic frenzy with a toothbrush.”

„Ich kam im Gefängnishof an und fand die edle Gruppe der Märtyrerinnen vor, wie sie dort auf und ab marschierten und mit Herzenslust ihr Kriegslied ‚March of the Women‘ sangen, während die Komponistin wohlwollend aus einem der oberen Fenster zusah und dazu mit bacchantischer Energie den Takt mit einer Zahnbürste schlug.“

Die Musik des „March of the Women“ basiert auf einem Volksliedthema aus den Abruzzen, das Ethel Smyth während eines Urlaubs dort gehört hatte und dem die Schauspielerin, Dichterin, Journalistin und Frauenrechtlerin Cicely Hamilton (1872–1952) erst nach der fertigen Komposition den Text unterlegte.